# Panulena perrugosa
Panulena perrugosa је пуж из реда Stylommatophora и фамилије Helicarionidae. 

## Угроженост
Ова врста је изумрла, што значи да нису познати живи примерци.

## Станиште
Врста Panulena perrugosa има станиште на копну.